# 1985 en Algérie
Chronologie de l’Algérie
- 1981
- 1982
- 1983
- 1984
- 1985
- 1986
- 1987
- 1988
- 1989

Cet article présente les faits marquants de l'année 1985 en Algérie ou relatifs à l'Algérie; datation selon le calendrier grégorien.

## Événements
- 16-21 avril : le président algérien Chadli se rend aux États-Unis. Il envisage d'acheter des armes américaines pour diversifier l'approvisionnement de l'armée algérienne[1].
- 14 juin : vol TWA 847. Vol de la compagnie aérienne américaine TWA dont le détournement a été attribué à l'Organisation des opprimés de la Terre. Le matin du vendredi 14 juin 1985, le vol en provenance d'Athènes (Hellinikon) devait rallier Londres Heathrow par Rome. Pendant trois jours, les passagers ainsi que l'équipage ont été retenus dans l'avion. Peu après le décollage, deux Libanais parlant allemand ont détourné l'avion. Ils avaient réussi à faire passer des pistolets et des grenades à travers la sécurité de l'aéroport d'Athènes. Un troisième preneur d'otage, Ali Atwa (en), n'a pu monter à bord et fut arrêté par la suite en Grèce. L'avion a été détourné de l'espace aérien grec vers le Moyen-Orient. Il fit un premier arrêt de plusieurs heures à l'aéroport de Beyrouth au Liban. 19 passagers furent libérés contre du carburant. À cette époque, le Liban étant en pleine guerre civile, et Beyrouth était divisée en secteurs contrôlés par différentes milices. Le vendredi après-midi, l'avion a poursuivi vers Alger où 20 passagers ont été libérés au cours d'un arrêt de cinq heures, avant de retourner à Beyrouth le vendredi soir.
- 24-25 juin : le premier ministre français Laurent Fabius est en visite officielle à Alger[1].
- 24-26 décembre : lors d'un congrès extraordinaire, le F.L.N. adopte un projet de nouvelle Charte nationale validant l'option socialiste du pays. Un référendum est annoncé[1].

## Sports

### Basket-ball
- Coupe d'Algérie de basket-ball 1984-1985
- Coupe d'Algérie de basket-ball 1985-1986

### Football
- Équipe d'Algérie de football en 1985
- Championnat d'Algérie de football 1984-1985
- Championnat d'Algérie de football 1985-1986
- Championnat d'Algérie de football de deuxième division 1984-1985
- Championnat d'Algérie de football de deuxième division 1985-1986
- Coupe d'Algérie de football 1984-1985
- Coupe d'Algérie de football 1985-1986

## Naissances en 1985
- Naissance en Algérie en 1985

## Décès en 1985
- Décès en Algérie en 1985